# Hans Winkler (Journalist)
Hans Winkler (* 14. Mai 1942 in Veitsch) ist ein österreichischer Journalist.

## Leben
Hans Winkler studierte an der Universität Graz und promovierte zum Doktor der Rechtswissenschaft.
Von 1968 bis 1973 war Winkler Generalsekretär der Katholischen Aktion unter dem Bischof Joseph Köstner der Diözese Gurk-Klagenfurt und Sekretär der Diözesansynode 1972.
Ab 1973 arbeitete Winkler als Journalist bei der Kleinen Zeitung und leitete von 1995 bis 2007 die Wiener Redaktion. Seit 2007 in Pension arbeitet er als freier Journalist und als Kolumnist der Tageszeitung Die Presse.
Winkler war 1996 bis 2002 Vorsitzender vom Verband katholischer Publizistinnen und Publizisten Österreichs.

## Anerkennungen
- 2014 Kardinal-Opilio-Rossi-Medaille für Verdienste um das katholische Laienapostolat von der Arbeitsgemeinschaft katholischer Verbände Österreichs
- 2025 Hans-Ströbitzer-Preis für sein Lebenswerk[5]

## Publikationen
- mit Egon Kapellari: Egon Kapellari. Was kommt? Was bleibt? Gespräche an einer Lebenswende. Interview, Autobiografie, Styria Premium, Wien Graz Klagenfurt 2013, ISBN 978-3-222-13424-1.
- Herausforderung Migration. Leykam Streitschriften, Leykam Buchverlag, Graz 2017, ISBN 978-3-7011-7978-7.
- mit Othmar Karas: Europa am Ende? Zwei Meinungen. Leykam Streitschriften, Leykam Buchverlag, Graz 2017, ISBN 978-3-7011-8043-1.